# Банк розвитку Ради Європи
Банк розвитку Ради Європи (БРРЄ, фр. Banque de Développement du Conseil de l'Europe, англ. Council of Europe Development Bank (CEB)) — це міжнародна фінансова організація, що надає кредити державам-членам для допомоги жертвам катастроф, сприяння створенню робочих місць і поліпшенню соціальної інфраструктури. Станом на  2020, його активи становили 28 мільярдів євро, які він використовує для співфінансування проектів за допомогою кредитів до 40% вартості проекту.
З 1956 року банк має свій офіс у Парижі. Це окрема юридична особа від Ради Європи і є автономною у своїх рішеннях. Має високий кредитний рейтинг від Moody's, Standard and Poor's та Fitch Ratings.
CEB формально використовує як французьку, так і англійську мови. Англійська переважно замінила французьку як робочу мову в 2010-х роках.[джерело?]

## Історія
Історія банку сягає 1956 року, коли Рада Європи створила Фонд переселення національних біженців і перенаселення в Європі (фр. Fonds de rétablissement du Conseil de l'Europe pour les réfugiés) в рамках "часткової угоди" (не стосується включає усіх членів Ради Європи).
У 1994 році фонд був перейменований на Соціальний фонд розвитку Ради Європи (фр. Fonds de développement social du Conseil de l'Europe), а в 1999 році — на Банк розвитку Ради Європи.
Початкова мета полягала в тому, щоб допомогти біженцям та іншим переміщеним особам після Другої світової війни. Пізніше він розширив свою діяльність, щоб включити допомогу жертвам катастроф, сприяння створенню робочих місць і покращення соціальної інфраструктури. Сьогодні його мета полягає у сприянні соціальній згуртованості у своїх державах-членах.

## Членство
Наразі є 43 держави-члени, а саме:
- Албанія
- Андорра
- Бельгія
- Боснія і Герцеговина
- Болгарія
- Хорватія
- Кіпр
- Чехія
- Данія
- Естонія
- Фінляндія
- Франція
- Грузія
- Німеччина
- Греція
- Святий Престол
- Угорщина
- Ісландія
- Ірландія
- Італія
- Косово
- Латвія
- Ліхтенштейн
- Литва
- Люксембург
- Північна Македонія
- Мальта
- Молдова
- Чорногорія
- Нідерланди
- Норвегія
- Польща
- Португалія
- Румунія
- Сан-Марино
- Сербія
- Словаччина
- Словенія
- Іспанія
- Швеція
- Швейцарія
- Туреччина
- Україна[7]

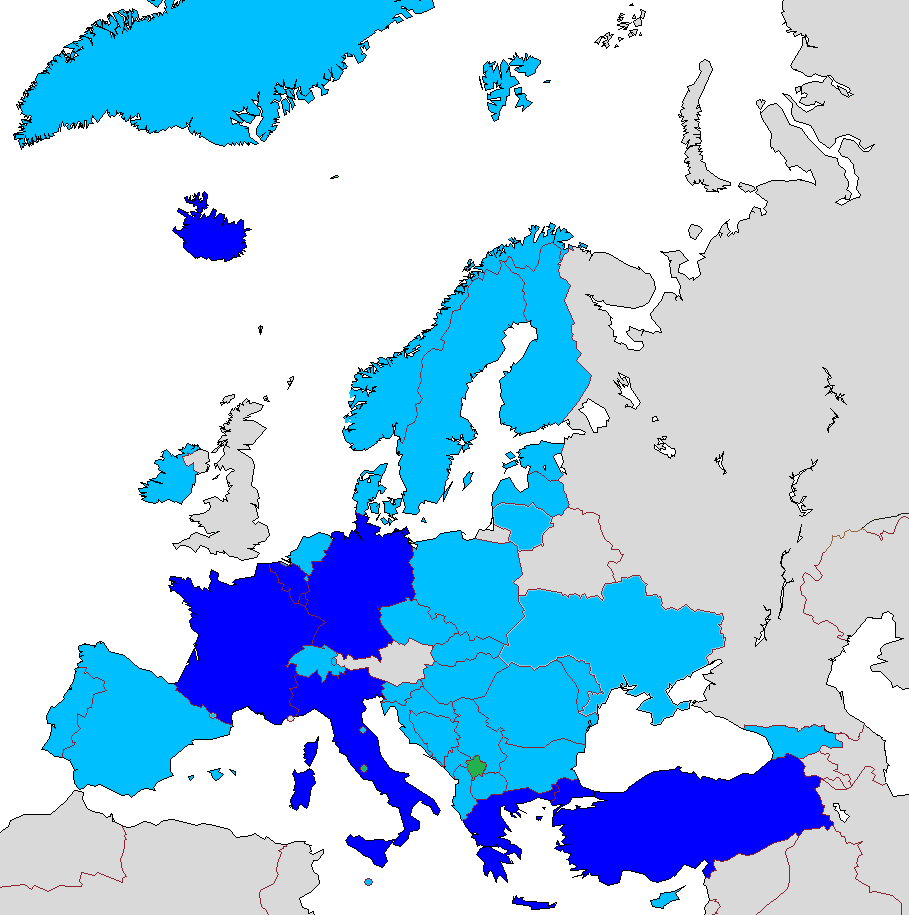
Держави-члени CEB:
засновники
члени
члени, які не є частиною Ради Європи

За винятком Святого Престолу та Косово, всі держави-члени також є членами Ради Європи.

## Керівники
- Рафаель Аломар (1999-2011), раніше керівник Фонду переселення Ради Європи (1993-1994) та Соціального фонду розвитку (1994-1999)[8][9]
- Рольф Венцель (2011-2021)[10]
- Карло Монтічеллі (з 2021)[10]

## Участь України в Банку розвитку Ради Європи
У червні 2022 року Україна подала офіційну заявку на членство в БРРЄ. 29 травня 2023 року Верховна Рада України прийняла Закон України "Про прийняття Статуту Банку розвитку Ради Європи та приєднання до Третього протоколу до Генеральної угоди про привілеї та імунітети Ради Європи". Процес вступу завершився в червні 2023 року. Україна стала 43-ю країною-членом БРРЄ. Серед основних напрямців співробітництво заплановано задоволення потреб України у сфері охорони здоров’я та проведенні державної житлової політики (забезпеченні житлом громадян). 7 листопада 2023 року представником України в Адміністративній раді Банку розвитку Ради Європи було призначено Ольгу Зикову, заступницю Міністра фінансів України.
Банк розпочав свою підтримку України ще до вступу України. У березні 2023 року було виділено 3,1 млн євро з Фонду мігрантів та біженців БРРЄ для діяльності Міжнародної організації міграції в Угорщині, Молдові, Польщі, Румунії та Словаччині, а також Адміністрації з розміщення біженців Чехії. У травні 2022 року було виділено також 2,1 млн євро для підтримки українських переміщених осіб в Болгарії (також для офісу Міжнародної організації міграції), Молодові (міністерству охорони здоровя), Естонії (раді з питано біженців) та Литві (Міністерству соціальних питань і праці).
У вересні БРРЄ уклав грантову угоду з католицькою гуманітарною організацією Catholic Relief Services (CRS) на суму 2 мільйони євро для підтримки ремонту житла для понад 500 вразливих домогосподарств у регіонах України, постраждалих від війни.
У листопаді 2023 року БРРЄ схвалив позику Україні в розмірі 100 мільйонів євро на відновлення охорони здоров’я та задоволення нагальних потреб у медичних послугах. Виділені кошти підтримують проєкт Світового банку «Зміцнення системи охорони здоров'я та збереження життя» (HEAL), вартістю 500 млн дол. США. У квітні 2024 року премєр-міністр України Денис Шмигаль видав розпорядження "Про залучення позики від Банку розвитку Ради Європи для реалізації Проекту “Зміцнення системи охорони здоров’я та збереження життя (HEAL Ukraine)".
У 2024 році вказувалося, що близько 3 тисяч осіб, які постраждали внаслідок війни, матимуть можливість придбати власне житло завдяки позиці від Банку розвитку Ради Європи в розмірі 100 млн євро.